# Грандковський Микола Карлович
Мико́ла Ка́рлович Грандко́вський (рос. Никола́й Ка́рлович Грандко́вский; нар. 11 [23] лютого 1864, Саратов — пом. 5 [18] травня 1907, Пенза) — російський жанровий маляр, поляк за походженням, з волинського шляхетського роду Гронтковських. Педагог, експонент  Товариства пересувних художніх виставок.

## Біографія
Народився в Саратові. Син колежського секретаря Карла Михайловича Грондковського (нар.1831 — †17 липня 1883, Саратов) та Катерини Павлівни Ільїної (1835 — 1873). Початкову художню освіту здобув у саратівських художників Д. Н. Россова та М. І. Доливо-Добровольского, за рекомендацією яких в 1880 році вступив до Московського училища живопису, скульптури та зодчества. Навчався за кошти рідного міста. За час навчання отримав дві Малі і дві Великі срібні медалі Імператорської Академії мистецтв «За успіх у малюванні».
Після закінчення училища в 1889 році жив в Москві. З 1891 року — експонент  Товариства пересувних художніх виставок, з 1892 — член Московського товариства любителів мистецтв. У 1894 році нагороджений першою премією Московського товариства любителів мистецтв за «Портрет письменника Н. Н. Златовратського», в 1895 другою премією за картину «Купатися».
На запрошення Костянтина Савицького, котрий очолив новостворену побудовану Пензенську картинну галерею і Пензенське художнє училище імені К. А. Савицького, Микола Грандковський в 1897 році покидає Москву і переїжджає до Пензи, де в числі інших московських художників Костянтина Клодта, Петра Коровіна і Миколи Жукова, стає викладачем училища і Пензенської духовної семінарії.
М. К. Грандковський був одружений (29 вересня 1896) з Вірою Павлівною Мещанюк, телеграфісткою 3 розряду Московської центральної телеграфної станції. До шлюбу з Грандковським Віра Павлівна мала 3х позашлюбних дітей, всім їм Микола Карлович дав своє прізвище: Софія, Ольга, Микола. У шлюбі народилася донька Таісія.
Помер маляр від тифу. У 1907 році в Пензі відбулася персональна посмертна виставка творів Миколи Грандковського. 
В період 1913—1914 рр. вдова проживала із дітьми в Притулку для вдів і сиріт російських художників імені П. М. Третьякова (м. Москва, Лаврушинський пров., 3/8).

## Галерея

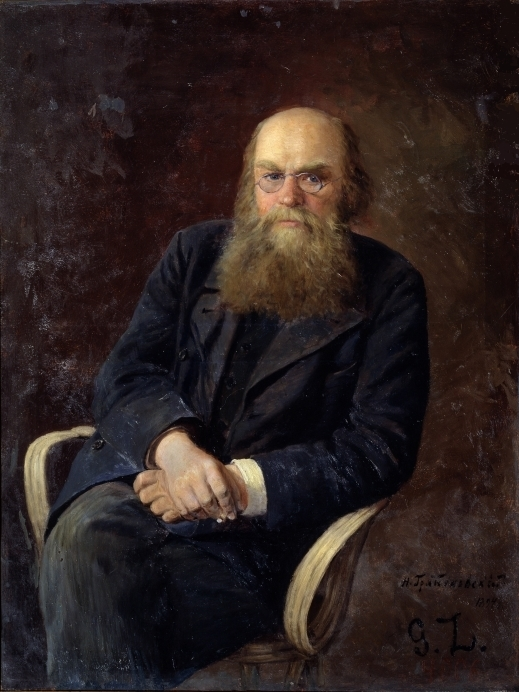
«Портрет Миколи Миколайовича Златовратського», (1894), холст, масло — Вольський краєзнавчий музей
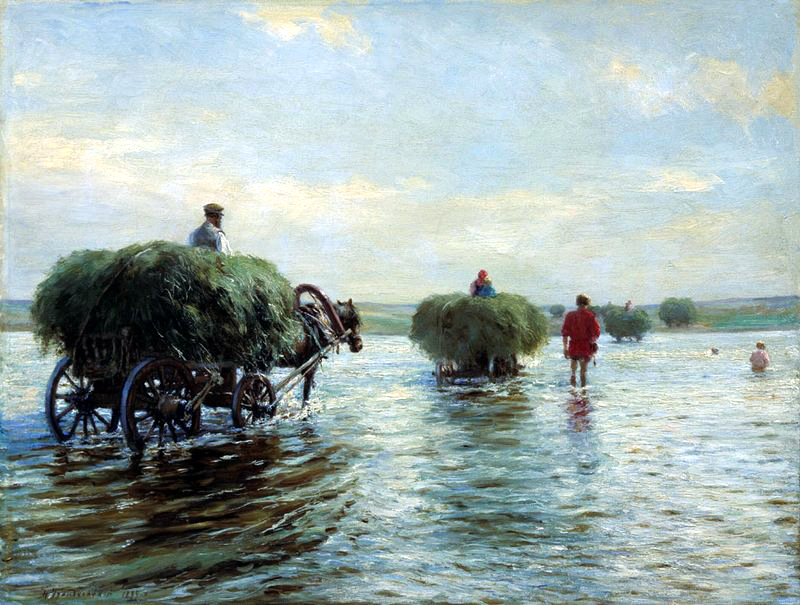
«Возы с сеном», (1899), полотно, олія — Донецький обласний художній музей
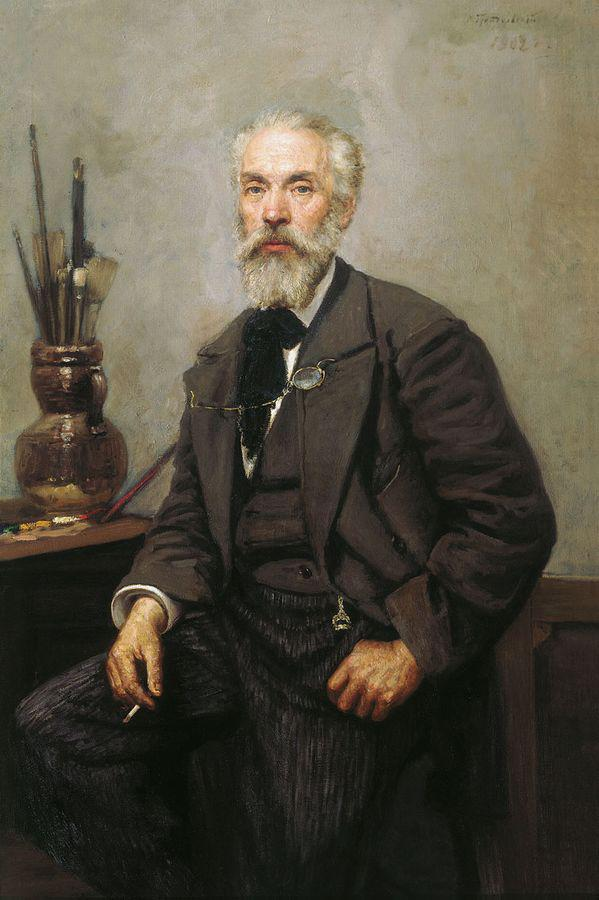
«Портрет Костянтина Аполлоновича Савицького», (1902), полотно, олія — Державна Третьяковська галерея
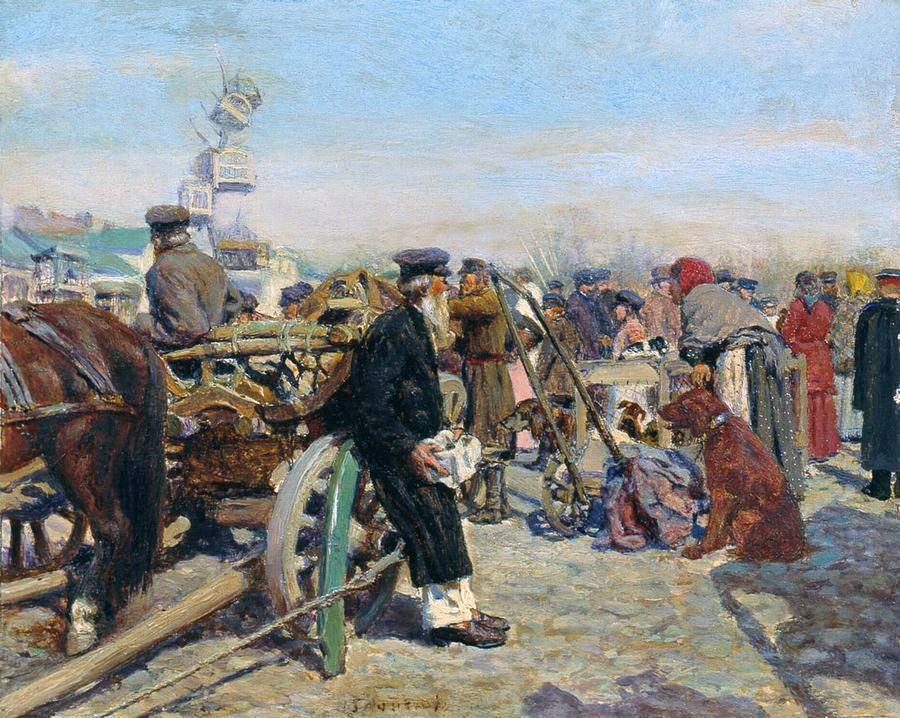
«На базаре», (раніше 1907), полотно, олія — Ульянівський обласний художній музей
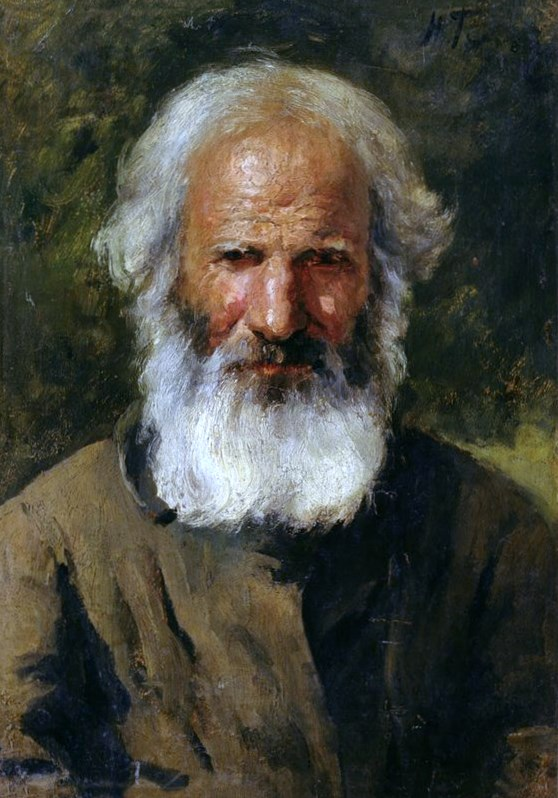
«Портрет старика», (раніше 1907), полотно, олія — Іркутський обласний художній музей ім. В. П. Сукачова
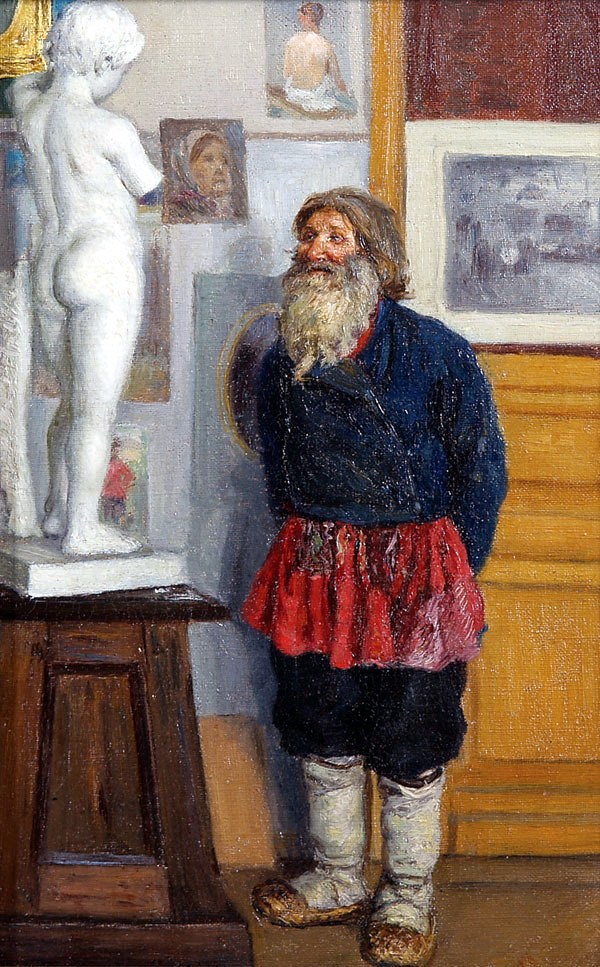
«Диковинка», (раніше 1907), полотно, олія — приватне зібрання.